# Dübwischgraben
Der Dübwischgraben ist ein ca. 840 Meter langer Graben in Hamburg-Schnelsen bei der A7.
Er hat seine Quelle unterirdisch östlich der Straße Am Dorfteich unweit westlich der A7. Von dort fließt er in östlicher Richtung, unterquert die Straße Schleswiger Damm sowie die A7 und mündet dann am Westufer in den Kollauteich.
Er ist offiziell gesehen ein Nebenfluss der Kollau, was darauf zurückzuführen ist, dass der Kollauteich als Rückhaltebecken der Kollau zum Gewässerverlauf der Kollau gehört.
Der Dübwischgraben ist bereits auf einer Karte aus dem 19. Jahrhundert erkennbar. Er gehörte zu einem Netz aus Gewässern, die den Anfang der Kollau bildeten. Der Kollauteich existierte noch nicht.

## Weblinks

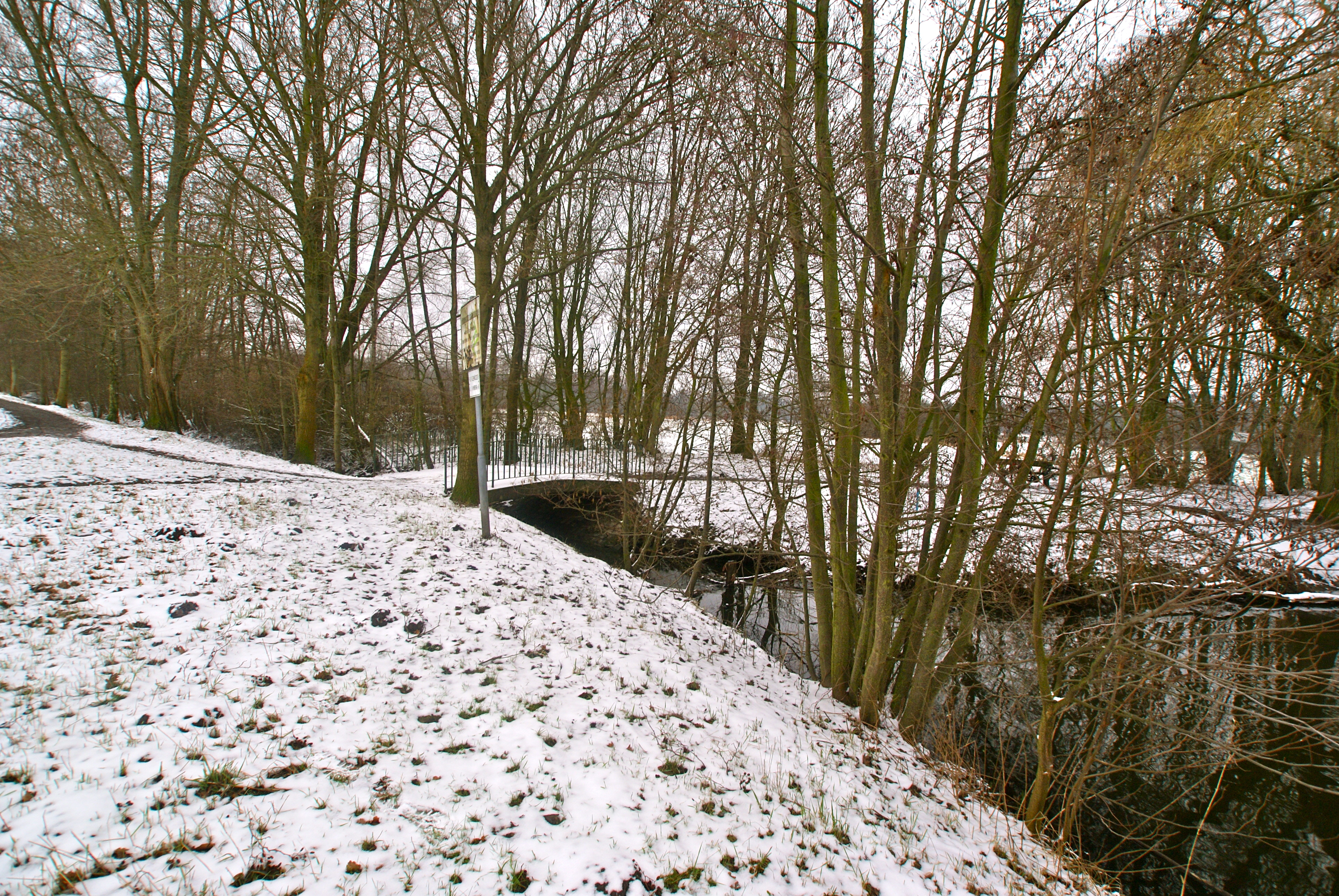
Dübwischgraben Mündung in den Kollauteich (Westufer)